# Karmienie dziecka
Karmienie dziecka (fr. Repas de bébé) – francuski niemy film dokumentalny z 1895 roku, w reżyserii Louisa Lumière.

## Obsada
- Auguste Lumière
- Margaret Lumière
- Andrée Lumière